# Heldentenor

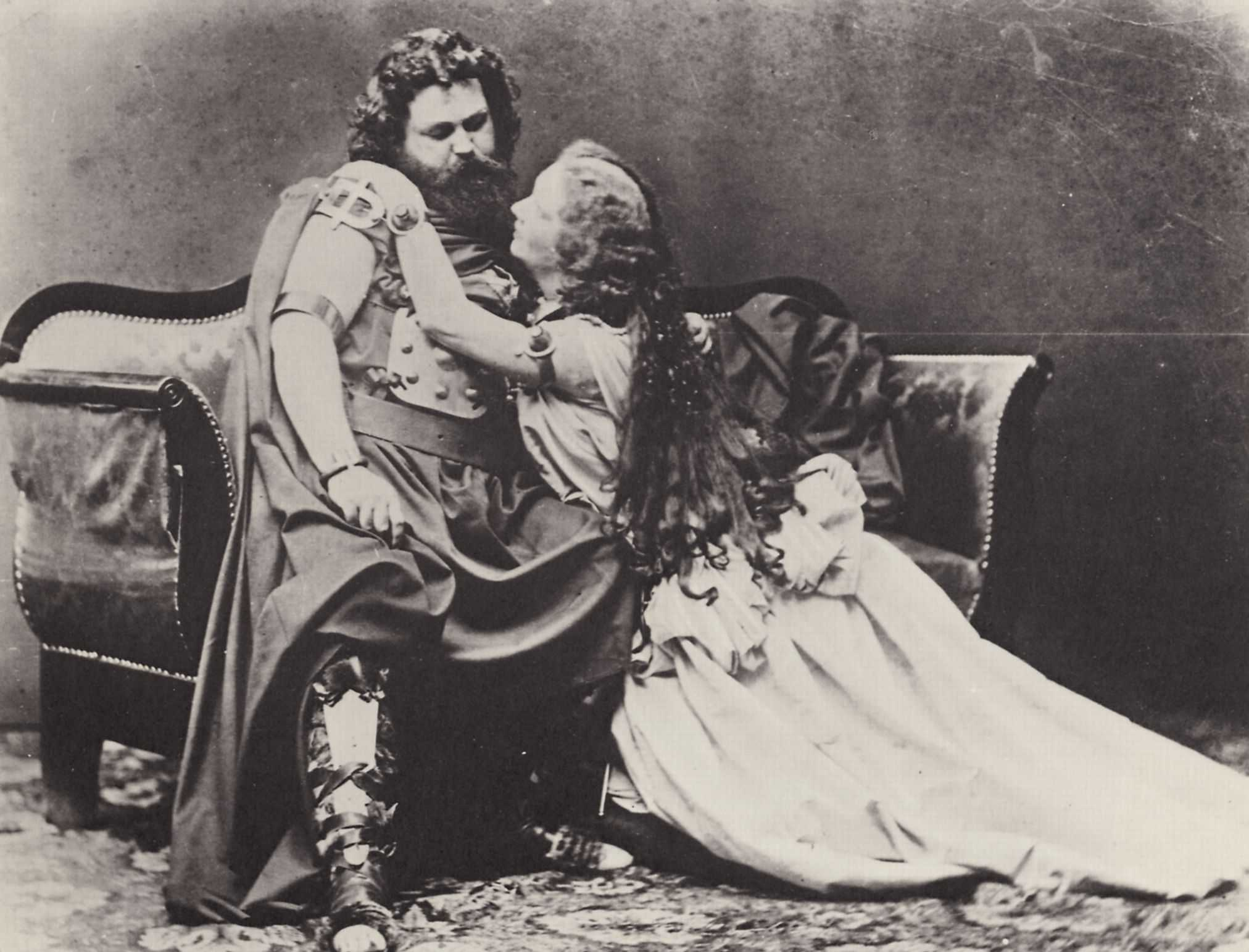
Joseph Albert: Ludwig y Malwine Schnorr von Carolsfeld como Tristán e Isolda, 1865, Múnich.

El heldentenor (al. «tenor heroico») es un matiz dentro del registro vocal de tenores. Es el equivalente, dentro del repertorio alemán, al tenor dramático, aunque con una cualidad más baritonal: el típico protagonista wagneriano. La concepción musical de Wagner exigía un tipo de cantantes que, por sus capacidades vocales y su psicología, fueran capaces de afrontar los papeles más exigentes del repertorio: los grandes papeles wagnerianos. La voz debe ser rica, oscura, poderosa y dramática. Además, el cantante ha de reunir una enorme resistencia física para sobreponerse durante horas a la orquesta wagneriana. Como su nombre implica, el heldentenor aparece en el repertorio operístico alemán. De los papeles wagnerianos, el más difícil es el Tannhäuser, razón por la cual esta ópera no se representa con frecuencia hoy en día. La piedra de toque del repertorio de heldentenor es, no obstante, Sigfrido, un papel extremadamente exigente que requiere una amplia tesitura vocal y gran potencia, más una tremenda resistencia y capacidad como actor. 
A menudo el heldentenor es un barítono que se ha pasado a esta tesitura o tenores que han sido identificados erróneamente como barítonos. Por lo tanto, la voz de heldentenor puede tener o no la capacidad de alcanzar un si alto o do. El repertorio, sin embargo, raramente exige notas tan altas. Un heldentenor a veces es menos un verdadero tenor que un barítono con un registro alto inusualmente fuerte. Lauritz Melchior ejemplifica el sonido de heldentenor a este respecto.

## Roles dramáticos
Aunque en general el heldentenor se distingue por el repertorio wagneriano, hay ciertos papeles que se corresponderían a un heldentenor en el repertorio italiano (Otello) y en el francés (Énée en Les Troyens). Roles de heldentenor en la ópera y en operetas son:
| - Florestan, Fidelio (Beethoven) - Tannhäuser, Tannhäuser (Wagner) - Loge, Das Rheingold (Wagner) - Lohengrin, Lohengrin (Wagner) - Parsifal, Parsifal (Wagner) - Drum Major, Wozzeck (Berg) | - Siegfried, Götterdämmerung (Wagner) - Siegfried, Siegfried (Wagner) - Siegmund, Die Walküre (Wagner) - Walter von Stolzing, Die Meistersinger von Nürnberg (Wagner) - Tristan, Tristan und Isolde (Wagner) |

## Heldentenorescélebres
Su primer exponente fue el muniqués Ludwig Schnorr von Carolsfeld, que falleció a las semanas del primer "Tristán". Entre los heldentenores se puede citar, además, a: